# Serveis de Trànsit Aeri

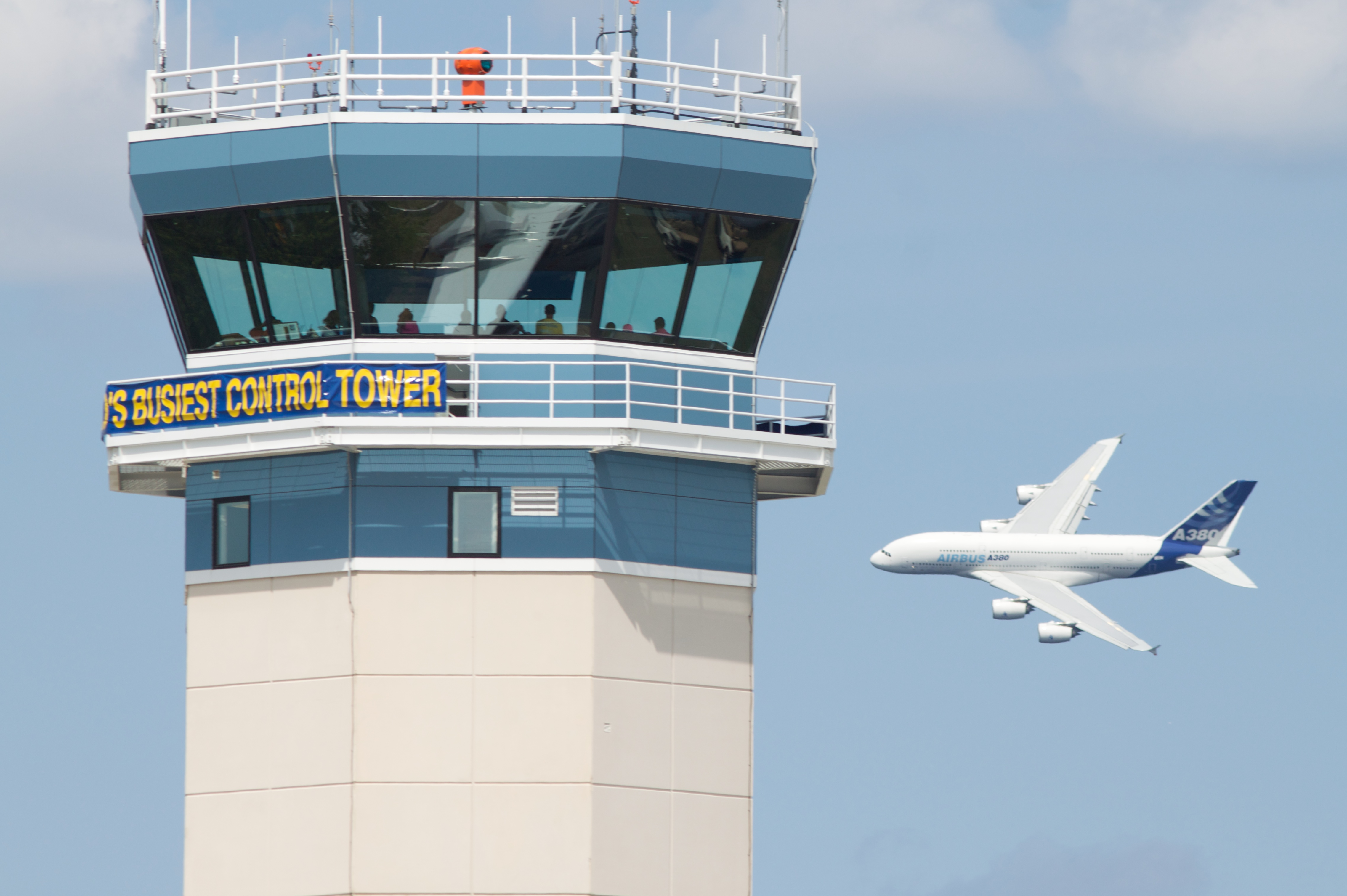
Torre de control del trànsit aeri.

Els Serveis de trànsit aeri són els serveis que regulen i presten ajuda a les aeronaus en temps real per tal de garantir una operació segura. Els serveis de trànsit aeri estan establerts a l'annexe 11 de la OACI.
Els serveis de trànsit aeri es poden dividir en:
- Servei de Control de Trànsit Aeri, encarregat de mantenir les aeronaus separades longitudinal, vertical i lateralment, segons les distàncies mínimes de separació establertes. També coordina la transferència de la responsabilitat del control de vol d'una dependència a l'altre, ja que, l'aeronau, no ha de estar en cap moment sota el control de més d'una dependència de trànsit aeri.[1]
- Servei d'Informació de Vol, encarregat de proporcionar informació d'interès per l'operació segura de les aeronaus que volen a l'espai aeri controlat. La informació inclou dades meteorològiques del temps significatiu (SIGMET), canvis en l'estat de funcionament de les ajudes per a la navegació i a les condicions dels aeròdroms i d'altres instal·lacions que puguin tenir importància per la seguretat. La informació que reben els vols IFR i els vols VFR son diferents.[1]
- Servei d'Alerta, encarregat d'avisar a les organitzacions de cerca i salvament quan una aeronau ho necessita. Els serveis d'alerta es donen sistemàticament a totes les aeronaus que reben serveis de control de trànsit aeri

Els objectius del serveis trànsit aeri són:
- Prevenir col·lisions entre aeronaus oferint assessorament sobre l'operació segura i eficient dels vols.
- Organitzar i mantenir un flux ordenat de trànsit aeri.
- Notificar a les organitzacions de cerca i salvament quan es produeixi algun anomalia en l'operació d'una aeronau

En espai aeri controlat, els controladors de trànsit aeri són els encarregats de proporcionar tots els serveis de trànsit aeri, mentre que a l'espai aeri no controlat, on només s'ofereixen el serveis d'informació de vol i el servei d'alerta, aquests poden ser proporcionats per operadors d'informació de vol o controladors trànsit aeri.